# Dejan Lovren
Dejan Lovren, född 5 juli 1989 i Zenica i Jugoslavien (nuvarande Bosnien och Hercegovina), är en kroatisk fotbollsspelare som spelar för Lyon i Ligue 1 och det kroatiska landslaget.

## Meriter

### I klubblag
Dinamo Zagreb
- Kroatisk ligamästare: 2005/06, 2006/07, 2008/09
- Kroatiska cupen: 2006/07, 2008/09
- Supercupen: 2012/13

 Lyon
- Coupe de France: 2011/12
- Trophée des Champions

 Liverpool
- Premier League: 2019/2020
- UEFA Champions League: 2019
- UEFA Super Cup: 2019
- VM för klubblag: 2019

### Webbkällor
- Dejan Lovren på Soccerway (engelska)
- Dejan Lovren på National-Football-Teams.com (engelska)